# 舊利特維尼夫
49°17′15″N 24°58′31″E / 49.28750°N 24.97528°E
舊利特維尼夫（羅馬化：Staryi Lytvyniv）是烏克蘭的村落，位於該國西部捷爾諾波爾州，由捷尔诺波尔区負責管轄，始建於1476年，面積4.37平方公里，海拔高度321米，2001年人口70。